# Wyspa Aptekarska
Wyspa Aptekarska (ros. Аптекарский остров – Aptiekarskij ostrow) – wyspa w delcie Newy, o powierzchni ok. 200 hektarów. Jedna z wysp objętych zabudową miejską Petersburga.

## Położenie
Wyspa położona jest na północ od Wyspy Piotrogrodzkiej, historycznie przynależała do Dzielnicy Petersburskiej (następnie Piotrogrodzkiej). Oblewają ją wody Karpowki (od południa), Wielkiej Newki (od wschodu i od północy) oraz Małej Newki (od północy i od zachodu). Mała Newka oddziela Wyspę Aptekarską od Wyspy Kamiennej oraz Wyspy Kriestowskiej.

## Historia zabudowy
Ludność fińska, zamieszkująca wyspę przed budową Petersburga, nazywała ją Wyspą Kruków (Korppisaari).
W 1714 r., a być może już w 1713 r., na wyspie został utworzony Ogród Aptekarski administrowany przez Prikaz Aptekarski. Ogród ten miał służyć przede wszystkim uprawie roślin użytecznych w medycynie, na potrzeby armii. W 1823 r. ogród oficjalnie przemianowano na Cesarski Ogród Botaniczny. Od pierwszej nazwy ogrodu pochodzi również rosyjska nazwa wyspy. Wyspa była ponadto miejscem carskich polowań.

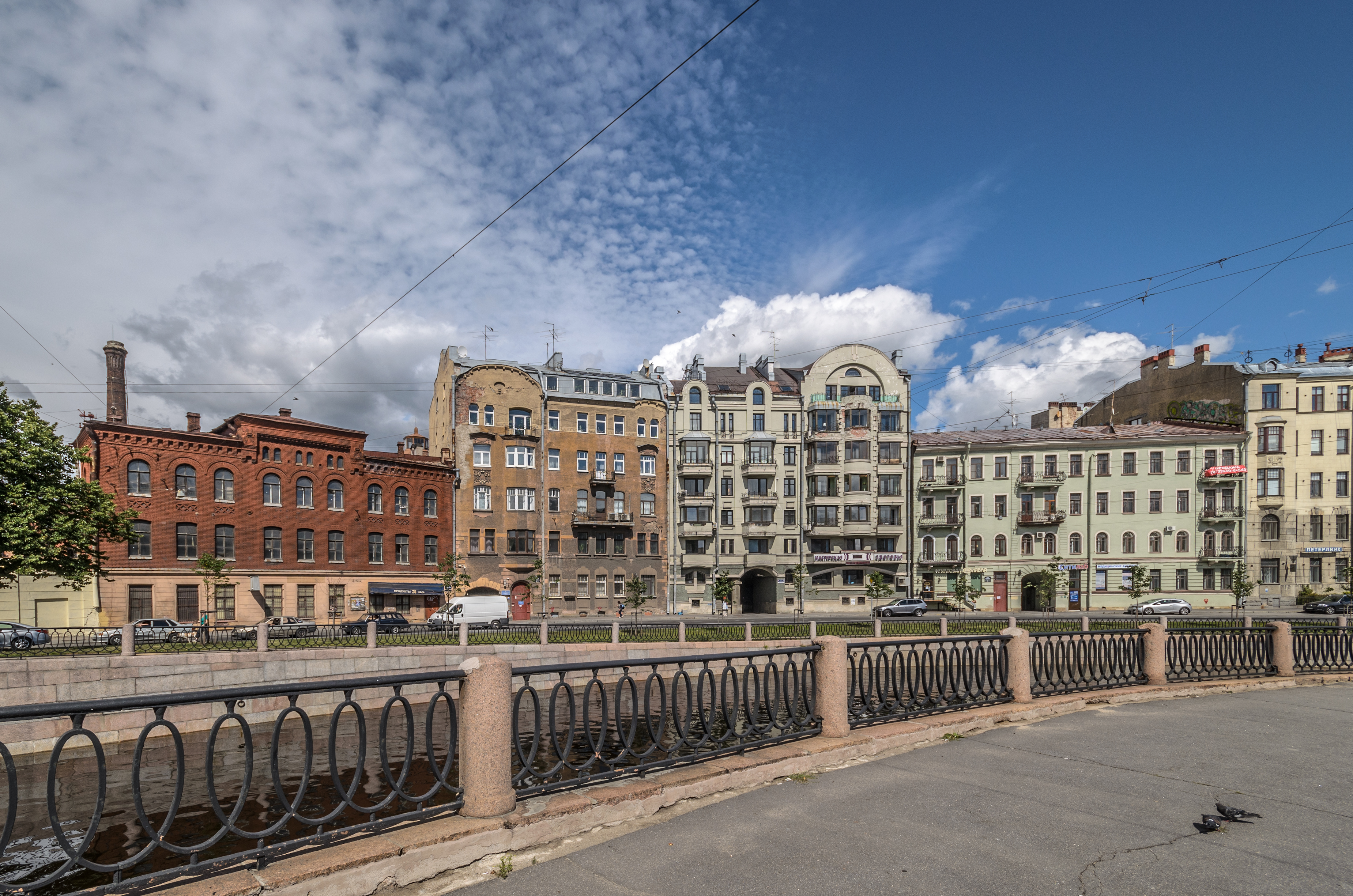
Nabrzeże Karpowki, południowa część wyspy. Widoczna architektura przemysłowa i mieszkalna z przełomu XIX i XX w.

Wokół ogrodu, położonego w widłach Karpowki i Małej Newki, rozwijała się osada, w której mieszkali ludzie pracujący dla Prikazu Aptekarskiego. Na początku XIX w. na wyspie rozwijało się głównie budownictwo rekreacyjne i letniskowe (dacze). Na przełomie XIX i XX w. w zachodniej części wyspy zaczęły powstawać obiekty przemysłowe, natomiast w pozostałych częściach wyspy, poza ogrodem botanicznym, działki zajmowane wcześniej przez dacze zostały zabudowane kamienicami czynszowymi. Ostatnie drewniane budynki z XIX w., jakie pozostały po tym czasie na wyspie, zostały rozebrane na opał podczas blokady Leningradu. Główną arterią wyspy stał się Prospekt Kamiennoostrowski. W 1900 r. na Wyspie Aptekarskiej powstał Instytut Medycyny Eksperymentalnej, zaś w 1903 r. Instytut Elektrotechniczny. Z kolei w latach 1900-1903 na brzegu Karpowki z inicjatywy Jana Kronsztadzkiego, jednego z najsłynniejszych kapłanów prawosławnych swojej epoki, wzniesiono żeński monaster św. Jana.
W 1906 r. na wyspie doszło do zamachu na premiera Piotra Stołypina – eserowcy-maksymaliści rzucili bomby do wnętrza daczy premiera, zabijając trzydzieści obecnych na miejscu osób (sam Stołypin przeżył).

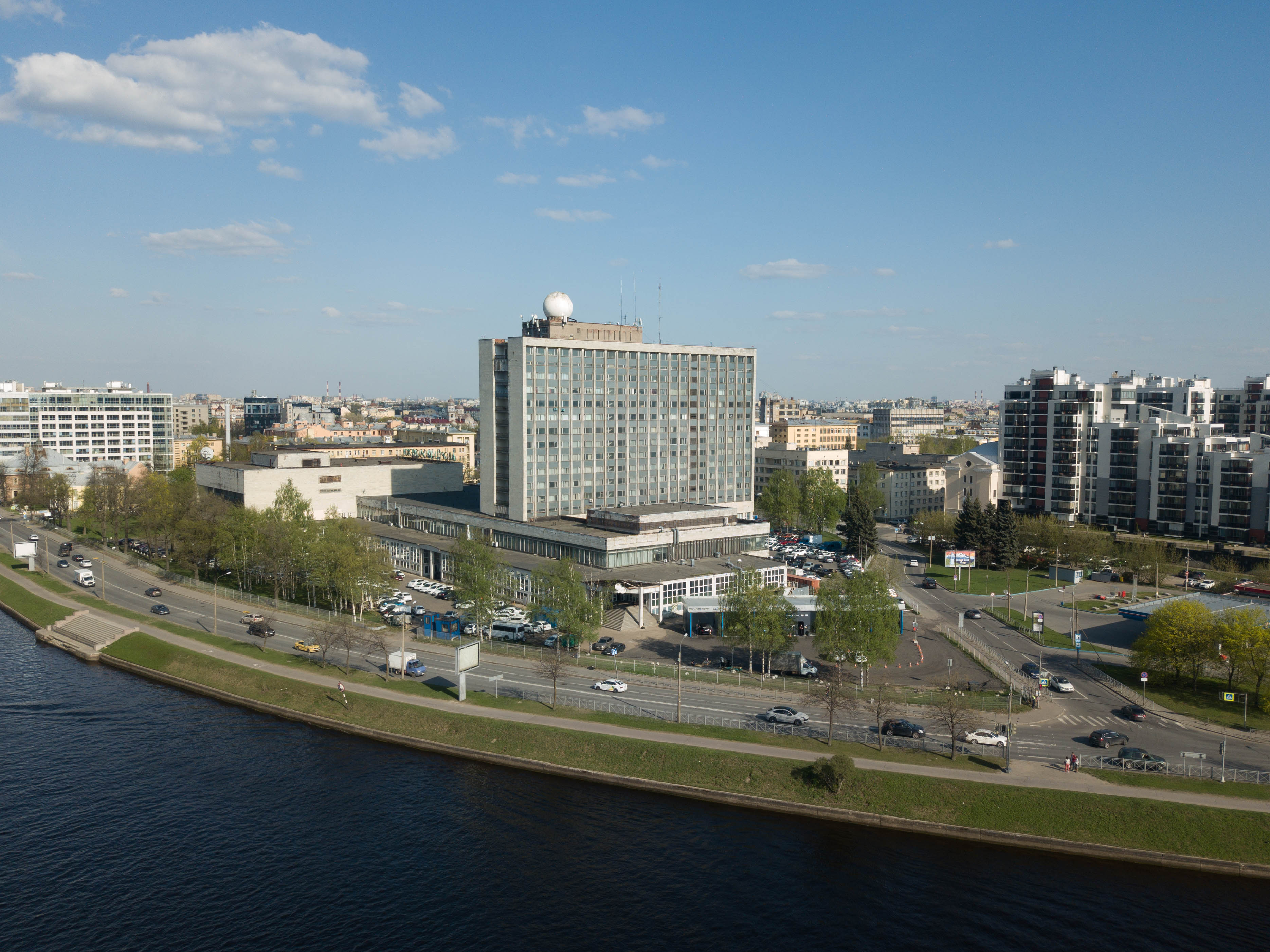
Pałac Młodzieży i nowe osiedla mieszkalne na wyspie

W latach 20 i 30. XX w. na wyspie rozwijał się przemysł – dawne prywatne przedsiębiorstwa zostały znacjonalizowane i przekształcone w fabryki „Krasnogwardiejec”, „Leninskaja iskra” i „Elektrik”. Wzniesiono również dom mieszkalny dla funkcjonariuszy partyjnych (dom Lensowietu) na nabrzeżu Karpowki pod nr 13. Po II wojnie światowej na wyspie zbudowano Pałac Młodzieży oraz wytyczono Prospekt Medyków.